# Grammisgalan 2024
Grammisgalan 2024 hölls 8 maj 2024 på Annexet i Stockholm. Det var 41:a gången som evenemanget arrangerades sedan 1969. Programledare för evenemanget var komikerna Jesper Rönndahl och Marie Agerhäll. För första gången direktsändes galan på Grammis egen Youtube-kanal. Priser delades ut i 23 kategorier till föregående års mest intressanta produktioner.

## Vinnare och nominerade
Nomineringarna tillkännagavs 5 mars 2024. Med fem nomineringar blev Thomas Stenström mest uppmärksammad medan Bolaget och Dina Ögon mottog fyra nomineringar, samt Kerstin Ljungström, Zara Larsson, Fricky, Fever Ray och Jelassi fick tre nomineringar vardera.
Vinnare markerade med fetstil.

### Årets album
- Darin – En annan jag
- Dina Ögon – Oas
- Fricky – Horizon Inn
- Jelassi – dom har bara gett mig ett namn
- Thomas Stenström – Superlativ 97

### Årets alternativa pop
- Deportees – People Are a Foreign Country (Deluxe)
- Dina Ögon – Oas
- Fever Ray – Radical Romantics
- Sarah Klang – Mercedes
- Yaeger – Jaguar

### Årets artist
- Bolaget
- Hooja
- Loreen
- Thomas Stenström
- Zara Larsson

### Årets barnmusik
- Britta Persson – Alla är barn
- Humlan Djojj – Djojj räddar blomsterängen (Låtar från musikalen)
- Klonk & Tut, Babblarna – Klonk & Tuts sånger
- Svenska artister – Hyss är bra – Emil i Lönneberga (Svenska artister tolkar Georg Riedel och Astrid Lindgren)
- Viktor Skokic och Anders Holmer – Allt eller inget händer

### Årets dansband
- Allstars – Old, new, borrowed & blue
- Arvingarna – Hundra dagar
- Casanovas – Så kommer känslorna tillbaka
- Streaplers – En bra plats i livet
- Titanix – Om du lovar

### Årets elektro/dans
- Bella Boo – DreamySpaceyBlue
- COBRAH – SUCCUBUS
- Icona Pop – Club Romantech
- Stuzzi – Le Fruit Disco II
- Swedish House Mafia – Samlad årsproduktion

### Årets folkmusik
- Eric Bibb – Ridin’
- Lena Jonsson Trio – Elements
- LISAS – Etiam
- Rubinsztein/Karlsson – Värmland
- Samantha Ohlanders  och Linnea Aall Campbell – Klingande festsalar

### Årets hiphop
- ADAAM – TRAPEN TILL RADION
- Asme – Spår av BLod
- C.Gambino – samlad årsproduktion
- Fricky – Horizon Inn
- Jelassi – dom har bara gett mig ett namn

### Årets hårdrock/metal
- Eradikated – Descendants
- Ghost – Phantomime
- In Flames – Foregone
- Marduk – Memento Mori
- Tribulation – Hamartia – EP

### Årets jazz
- Bobo Stenson Trio – Sphere
- Ebba Åsman – Be Free
- KJELLVANDERTONBRUKET – Fossils
- Sven Wunder – Late Again
- Tonbruket – Light Wood, Dark Strings

### Årets klassiska
- Christian Karlsen, BBC Philharmonic Orchestra, Jacob Kellermann, Juliana Koch, Viviane Hagner – Takemitsu: Spectral Canticle
- Gävle symfoniorkester, Jaime Martin – Melcher Melchers: Symphony in D minor; La Kermesse; Élégie
- Martin Fröst, Svenska Kammarorkestern – Mozart: Ecstasy & Abyss
- Norrköpings symfoniorkester, Antoni Wit – Penderecki: Symphony No. 6 ”Chinesische Lieder”, Trumpet Concertino & Concerto doppio
- The Zilliacus Quartet – The Zilliacus Quartet: Grieg, Maier, Röntgen – String Quartets

### Årets kompositör
- Anna Ahnlund och Daniel Ögren – Oas
- Hanna Jäger och Sebastian Furrer – Jaguar
- Kerstin Ljungström och Fanny Hultman – Till dig & Shy Martin – late night thoughts
- Ludwig Göransson – Oppenheimer
- Marcus White och waterbaby – Foam

### Årets låt
Presenteras i samarbete med Stim.
- "Andas in andas ut" – Thomas Stenström. Text och musik: Johan Gustav Lindbrandt, Robin James Olof Stjernberg, Thomas Karl Stenström

- "Can’t Tame Her" – Zara Larsson. Text och musik: Karl Folke Ingemar Ivert, Kian Sang, Uzoechi Osisioma Emenike, Zara Maria Larsson

- "Grät" – Hov1. Text och musik: Axel William Liljefors Jansson, Dante Sebastian Lindhe, Ludwig Per Johan Kronstrand, Noel Johan Ossian Flike

- "Ikväll igen" – Bolaget. Text och musik: Adam Leif Bergestål, Andreas Werling, Gustav William Jörgensen, Oliver Lars Theo Nordqvist, William Ahlborg

- "Tattoo" – Loreen. Text och musik: Cazzi Opeia, Jimmy Erik Robert Jansson, Jimmy Paul Thörnfeldt, Loreen Talhaoui, Peter Lars Boström, Thomas G-Son

### Årets musikvideo
- Bruto Studio – Familjen – "Vägrar Gå Hem"
- Erik Kockum – The Hives – "Countdown To Shutdown"
- Joanna Nordahl – Ashnikko – "Cheerleader"
- Martin Falck – Fever Ray – "Kandy"
- Palmer Lydebrant – Moonica Mac – "80’s"

### Årets nykomling
- Boko Yout – AS SEEN ON TV
- Bolaget – Samlad årsproduktion
- Eah Jé – En liten låtidé
- Jackie Mere – Everything’s Conditional
- waterbaby – Foam

### Årets pop
- Bolaget – Samlad årsproduktion
- Kerstin Ljungström – Till dig
- Peg Parnevik – Om ett par år
- Thomas Stenström – Superlativ 97
- Zara Larsson – Samlad årsproduktion

### Årets producent
- Fricky & The Desktoppers
- Karin Dreijer, Olof Dreijer, Trent Reznor, Atticus Ross, Nídia, Vessel, Aasthma och Johannes Berglund
- Kerstin Ljungström
- Nisj
- Oscar Chase

### Årets rock
- bob hund – DRÖMMEN ÄR EN RÅVARA / VERKLIGHETEN ÄR EN RAFFINERAD PRODUKT
- Graveyard – 6
- Lars Winnerbäck – Neutronstjärnan
- Nicole Sabouné – Kismet
- The Hives – The Death Of Randy Fitzsimmons

### Årets soul/RnB
- Bishat – WHO HURT YOU? (Extended Version)
- Seinabo Sey – THE ONE AFTER ME
- Snoh Aalegra – Samlad årsproduktion
- Venus Anon – Nocturnal
- Zikai – don’t look at the moon (Deluxe)

### Årets textförfattare
- Anna Ahnlund – Oas
- Fatima Jelassi – dom har bara gett mig ett namn
- Karin Dreijer – Radical Romantics
- Thomas Stenström – Superlativ 97
- Ulises Infante Azocar – Över Broarna

### Årets visa/singer-songwriter
- Ane Brun – Rarities 2
- David Ritschard – Detta har hänt
- Ellen Krauss – Samlad årsproduktion
- Markus Krunegård – Nokia & Ericsson
- The Tallest Man on Earth – Henry St.

### Årets hederspris
- Orup

### Årets specialpris
- Jan Gradvall